# Moony
Moony, właśc. Monica Bragato (ur. 1980 w Wenecji) – włoska wokalistka muzyki house.
Z DJ-em Spillerem stworzyli wspólnie single "Angel Moon", który znalazł się na ścieżce dźwiękowej do filmu Tegoroczna miłość (This Year's Love, 1999) oraz "Butacada" – cover kompozycji Marcosa Valle. Śpiewa w setach didżejskich m.in. w utworze "Point Of View" grupy DB Boulevard. 
W maju 2002 roku wydała solowy utwór "Dove (I'll Be Loving You)", którego remiksów dokonali m.in. Robbie Rivera, John Creamer & Stephane K oraz T&F v Moltosugo, mający na koncie wersję "Sing It Back" grupy Moloko. Drugim wydanym przez Moony singlem był "Acrobats (Looking For Balance)", który promował także pierwszy solowy album Moony zatytułowany Life Stories, wydany wiosną 2003 roku.
Swój pseudonim artystyczny zawdzięcza rodzicom, którzy nazywali tak Monicę od dziecka. 

## Dyskografia
- 2003: Life Stories